# Ga Bang Rak Noi Tha It MRT
Ga Bang Rak Noi Tha It (tiếng Thái: สถานีบางรักน้อยท่าอิฐ, phát âm [sā.tʰǎː.nīː bāːŋ rák nɔ́ːj tʰâː ʔìt]) là một Bangkok MRT trên Tuyến Tím. Nhà ga mở cửa ngày 6 tháng 8 năm 2016 trên đường Rattanathibet tại tỉnh Nonthaburi. Nhà ga gồm có bốn lối vào.